# Эдди, Уэсли
Уэсли Эдди (полное имя — Роберт Уэсли Эдди, англ. Robert Wesley Addy) (4 августа, 1913 года — 31 декабря, 1996 года) — американский характерный актёр театра, кино и телевидения, «известный своей умной интеллигентной манерой поведения, а также способностью нести сдержанную, ледяную, утончённую угрозу».
Эдди начал свою плодотворную карьеру как исполнитель ведущих ролей на классической сцене, а в начале 1950-х годов начал сниматься в кино и на телевидении. Известный своими серебряными волосами, Эдди часто играл холодных или пугающих персонажей.
Свои небольшие, но наиболее яркие роли Эдди сыграл в фильмах «Что случилось с Бэби Джейн?» (1962), «Тора! Тора! Тора!» (1970) и «Телесеть» (1976). Он также известен ролями в популярных фильмах нуар 1950-х годов «Целуй меня насмерть» (1955), «Большой нож» (1955) и «План преступления» (1956).

## Биография

### Ранние годы
Уэсли Эдди родился 4 августа 1913 года в Омахе, штат Небраска. Окончив экономический факультет Калифорнийского университета в Лос-Анджелесе, Эдди сменил направление своей карьеры и поступил на стажировку в летний театр, а затем перебрался в Нью-Йорк, чтобы начать профессиональную театральную карьеру.

### Карьера на Бродвее: 1935—1950
В 1935 году Эдди дебютировал на Бродвее в спектакле «Паника» по пьесе Арчибальда Маклиша, в котором играл вместе с Орсоном Уэллсом.
Вплоть до 1941 года Эдди играл на Бродвее, исполнив, в частности, серию ролей в шекспировских спектаклях: Марселла и Фортинбраса в постановке Лесли Говарда «Гамлет» (1936), Генри Перси в «Генрихе IV, часть I» (1939), Бенволио в «Ромео и Джульетте» (1940) и Орсино в «Двенадцатой ночи» (1940-41). Его партнёрами в этих постановках были легендарные актёры Орсон Уэллс, Лоренс Оливье и, особенно часто, Морис Эванс.
Вторая мировая война прервала успешное начало бровейской карьеры Эдди, но в 1946 году он вернулся в театр, сыграв вместе с Кэтрин Корнелл в трагедии Софокла «Антигона» и комедии Бернарда Шоу «Кандида». Эдди сыграл ещё несколько сильных ролей на Бродвее, одной из его последних значимых ролей в этот период стала роль Эдгара, сына Глостера в «Короле Лире» (1950-51).

### Карьера в Голливуде: 1951—1996
В 1951 году 38-летний Эдди дебютировал в кино в фильме «Первый легион», высококлассной психологической драме Дугласа Сирка, рассказывающей о борьбе скепсиса и веры в сознании священников иезуитской семинарии. В 1952 году Эдди сыграл эпизодическую роль в тюремной психологической комедии-драме «Мои шестеро заключённых».
В 1953 году Эдди появился в двух телеверсиях шекспировских театральных постановок, сыграв короля Франции в «Короле Лире» с Орсоном Уэллсом в заглавной роли, и Горацио в «Гамлете» с Морисом Эвансом.
В 1955 году Эдди вошёл в неформальную актёрскую команду режиссёра Роберта Олдрича, сыграв значимые роли второго плана в двух его лучших фильмах нуар. В классическом нуаре «Целуй меня насмерть» (1955) по роману Микки Спиллейна он сыграл лейтенанта полиции, который следит и направляет работу Майка Хаммера. В сатирическом нуаре о нравах голливудского кинобизнеса «Большой нож» (1955) по пьесе Клиффорда Одетса Эдди предстал в образе писателя и друга детства главного героя, крупной кинозвезды, который влюбляется в его жену и делает ей предложение.
В добротном нуаровом триллере «План преступления» (1956) Эдди сыграл роль лишённого лицензии врача, который становится главным исполнителем мастерски продуманного плана ограбления поезда. На следующий год Эдди сыграл небольшую роль в нуаре Роберта Олдрича «Текстильные джунгли» (1957), посвящённом смертельной борьбе профсоюза швейной промышленности с владельцем компании по производству готовой одежды (Олдрич однако не смог закончить фильм и был уволен за две недели до его завершения. Фильм завершил Винсент Шерман, который и указан в титрах как режиссёр).
В послевоенной драме Роберта Олдрича «Десять секунд до ада» (1959) Эдди сыграл бывшего немецкого офицера, который в группе с другими немецкими военнопленными выполняет смертельно опасную работу по обезвреживанию неразорвавшихся снарядов на территории Берлина.
Далее Олдрич «использовал Эдди в небольших ролях в своей классике Гран-Гиньоля», психологических хоррор-драмах «Что случилось с Бэби Джейн?» (1962) и «Тише…тише, милая Шарлотта» (1964). В «Что случилось с Бэби Джейн?» у него был «запоминающийся эпизод в самом начале фильма, где он сыграл страдающего от мигрени продюсера».
В 1963 году Эдди появился в небольшой роли в комедийном вестерне Олдрича «Четверо из Техаса» (1963). В 1971 году Эдди в последний раз сыграл у Олдрича в гангстерской драме «Банда Глиссомов» (1971) по роману Джеймса Хэдли Чейза, исполнив роль богатого отца похищенной бандой невесты.
В 1966 году Эдди сыграл эпизодические роли в драме «Мистер Буддвинг» о человеке, потерявшем память, и в фантастическом психологическом криминальном триллере Джона Франкенхаймера «Вторые». Одной из наиболее памятных ролей Эдди была роль капитана второго ранга Элвина Крамера, который безуспешно пытается предупредить американские власти о предстоящем нападении на Пёрл-Харбор в картине Ричарда Флейшера «Тора! Тора! Тора!» (1970).
В 1970-80-е годы Эдди лишь время от времени снимался в кино, сыграв в таких значимых картинах, как «Телесеть» (1976), «Европейцы» (1979) и «Вердикт» (1982).
У режиссёра Сидни Люмета Эдди снялся в двух фильмах, которые были номинированы на Оскар — «Телесеть» (1976) и «Вердикт» (1982). В сатирической драме о медиа-бизнесе «Телесеть» он исполнил роль владельца телекорпорации, а в судебной драме «Вердикт» сыграл врача, который почти что разваливает дело, которое герой Пола Ньюмана ведёт против больницы, обвиняя её во врачебной халатности.
Дважды Эдди сотрудничал с режиссёром Джеймсом Айвори, сыграв заметные роли в его исторических мелодрамах по романам Генри Джеймса — «Европейцы» (1979) и «Бостонцы» (1984).
В 1995 году после долгого перерыва Эдди снялся в романтической комедии «Современный роман». «Его последней киноработой стала роль судьи в криминальной драме „До и после“ (1996) с Мерил Стрип и Лиамом Нисоном в главных ролях, который вышел за год до его смерти».

### Карьера на телевидении: 1960—1980-е годы
«Так и не поднявшись до главных ролей в кино, в 1960-е годы Эдди обратил своё внимание на телевидение, а также возобновил работу в театре». «Надежный и крепкий актёр, Эдди играл на телевидении как учтивых джентльменов, так и злодеев».
В 1958–1959 гг. Эдди исполнял роль доктора Кэмпбелла в криминальном телесериале «На пороге ночи», он также сыграл в двух эпизодах сходного по построению телесериала «Перри Мейсон» в 1962 и в 1966 гг. Кроме этого, годах Эдди сыграл в пяти сериях криминальной драмы «ФБР» (1965–1969), а также по одном разу  в криминальных телесериалах «Беглец» (1965) и «Айронсайд» (1970). Также Эдди появился в популярных научно-фантастических телесериалах «За гранью возможного» (1965, 1 эпизод) и «Захватчики» (1967, 1 эпизод). В 1970–1980-х годах он играл роль Билла Вударда в 27 сериях классической мыльной оперы «Надежда Райана» (1977–1978), и Кэбота Олдена в одной из серий мыльной оперы «Любить» (1983).

## Личная жизнь
В 1961 году Эдди женился на известной актрисе Селесте Холм, с которой прожил до конца жизни. Они сыграли вместе в нескольких театральных спектаклях, в частности, в 1970 году во второй раз в своей карьере он сыграл в комедии «Кандида».
Уэсли Эдди умер 31 декабря 1996 года в возрасте 83 лет в Дэнбери, штат Коннектикут.

## Фильмография
- 1951 — Первый легион / The First Legion — Отец Джон Фултон
- 1955 — Целуй меня насмерть / Kiss Me Deadly — Лейтенант Пэт Мёрфи
- 1955 — Большой нож / The Big Knife — Хоратио «Хэнк» Тигл
- 1956 — План преступления / Time Table — Доктор Пол Брукер
- 1957 — Текстильные джунгли / The Garment Jungle — Мистер Пол
- 1959 — Десять секунд до ада / Ten Seconds to Hell — Вольфганг Сулке
- 1962 — Что случилось с Бэби Джейн? / What Ever Happened to Baby Jane? — Марти МкДональд
- 1963 — Четверо из Техаса / 4 for Texas — Уинтроп Троубридж
- 1964 — Тише… тише, милая Шарлотта / Hush…Hush, Sweet Charlotte — Шериф
- 1966 — Мистер Буддвинг / Mister Buddwing — Игрок в кости
- 1966 — Вторые / Seconds — Джон
- 1970 — Тора! Тора! Тора! / Tora! Tora! Tora! — Капитан второго ранга Элвин Д. Крамер
- 1971 — Банда Гриссомов / The Grissom Gang — Джон П. Блэндиш
- 1976 — Телесеть / Network — Нельсон Чейни
- 1979 — Европейцы / The Europeans — Мистер Вентворт
- 1982 — Вердикт / The Verdict — Доктор Таулер
- 1984 — Бостонцы / The Bostonians — Доктор Таррэнт
- 1995 — Современный роман / A Modern Affair — Эд Роудс
- 1995 — До и после / Before and After — Судья Грэйди